# Tetragnatha desaguni
Tetragnatha desaguni är en spindelart som beskrevs av Alberto Barrion och James A. Litsinger 1995. Tetragnatha desaguni ingår i släktet sträckkäkspindlar, och familjen käkspindlar.
Artens utbredningsområde är Filippinerna. Inga underarter finns listade i Catalogue of Life.